# Міністерство промисловості будівельних матеріалів Української РСР
Міністерство промисловості будівельних матеріалів Української РСР — союзно-республіканське міністерство, входило до системи органів промисловості будівельних матеріалів СРСР і підлягало в своїй діяльності Раді Міністрів УРСР і Міністерству промисловості будівельних матеріалів СРСР.

## Історія
Створене з Народного комісаріату промисловості будівельних матеріалів УРСР (утвореного 1 квітня 1939 року) в березні 1946 року у зв'язку з переформуванням наркоматів. 8 квітня 1958 року ліквідоване. Знову утворене 23 жовтня 1965 року.

## Народні комісари промисловості будівельних матеріалів УРСР
- Кириченко Микита Іванович (1939—1940)
- Усиков Олексій Михайлович (1940—1946)

## Міністри промисловості будівельних матеріалів УРСР
- Шинкарьов Олександр Федорович (1946—1952)
- Григор'єв Володимир Сергійович (1952—1956)
- Мороз Іван Іванович (1956—1958)

- Бакланов Григорій Митрофанович (1965—1979)
- Шевченко Олександр Тихонович (1979—1990)
- Золотарьов Анатолій Іванович (1990—1991)